# Tatsuno, Hyōgo
Tatsuno (たつの市 Tatsuno-shi) là một thành phố thuộc tỉnh Hyōgo, Nhật Bản.